# Param Vir Chakra
La Param Vir Chakra (PVC) è la più alta decorazione onorifica militare dell'India, concessa per atti di valore ed estremo coraggio "di fronte al nemico"; tra le onorificenze nazionali indiane, è seconda per importanza solo alla Bharat Ratna (che però è un'onorificenza civile). La PVC fu istituita con decreto del presidente dell'India Rajendra Prasad il 26 gennaio 1950, data della proclamazione ufficiale della repubblica in India, anche se la sua applicazione fu retrodatata fino al 15 agosto 1947, data della proclamazione dell'indipendenza; la medaglia prendeva il posto della Victoria Cross britannica, fino a quel momento la più alta decorazione dell'esercito dell'India Britannica.
La medaglia è assegnata al personale delle tre forze armate (esercito, aviazione e marina militare) sia in servizio attivo che nella riserva, al personale delle forze paramilitari, alle infermiere, al personale medico ed a tutti i civili di ambo i sessi in servizio anche permanente con le forze armate indiane, per "cospicuo coraggio o atti di valore o audacia in presenza del nemico, in terra, mare od aria"; la medaglia può essere concessa anche postuma. Chi la consegue ha diritto ad un premio in denaro e (se di grado inferiore a tenente o equivalente) ad un assegno di mantenimento del valore di 1.500 rupie, trasferibile alla vedova in caso di morte; diversi Stati dell'India prevedono premi o pensioni aggiuntive da conferire ai detentori della PVC.
La Ashoka Chakra è l'equivalente della PVC in tempo di pace, conferita cioè per atti di valore o coraggio "in assenza del nemico".

## Aspetto
La medaglia fu disegnata da Savitri Khanolkar, una esperta di mitologia indiana sposata ad un ufficiale dell'esercito, su incarico del maggior generale Hira Lal Atal, primo aiutante generale delle forze armate indiane. La medaglia consiste in un disco di bronzo del diametro di 1,375 pollici (3,49 cm), con al centro l'emblema nazionale indiano posto in cerchio in rilievo, e contornato sui lati da quattro repliche identiche del Vajra di Indra (la mitologica arma del re delle divinità Deva); sul retro, intorno ad un centro comune e separate da due fiori di loto, vi sono due legende con il nome "Param Vir Chakra" scritto in hindi ed inglese. La decorazione è fissata da una barra di bronzo snodabile ad un nastrino di colore viola lungo 32 mm; in caso di più assegnazioni ad una stessa persona (evento non ancora avvenuto), per ognuna di esse al nastrino sono fissate una barra di bronzo contenente una replica in miniatura del Vajra di Indra.

## Decorati
Dalla sua istituzione nel 1947 la PVC è stata conferita 21 volte ad altrettante persone diverse, 20 militari dell'esercito indiano ed uno dell'Indian Air Force; 14 delle assegnazioni sono avvenute postume.
| Nome                       | Grado                                                                           | Unità                                   | Data e luogo                                              | Conflitto/Missione             | Note    |
| -------------------------- | ------------------------------------------------------------------------------- | --------------------------------------- | --------------------------------------------------------- | ------------------------------ | ------- |
| Som Nath Sharma            | Maggiore                                                                        | Kumaon Regiment                         | 3 novembre 1947 Badgam, Kashmir                           | Guerra indo-pakistana del 1947 | Postuma |
| Karam Singh                | Lance Naik (Caporalmaggiore)                                                    | Sikh Regiment                           | 13 ottobre 1948 Tithwal, Kashmir                          | Guerra indo-pakistana del 1947 |         |
| Rama Raghoba Rane          | Sottotenente                                                                    | Corps of Engineers                      | 8 aprile 1948 Naushera, Kashmir                           | Guerra indo-pakistana del 1947 |         |
| Jadu Nath Singh            | Naik (Caporale)                                                                 | Rajput Regiment                         | 6 febbraio 1948 Naushera, Kashmir                         | Guerra indo-pakistana del 1947 | Postuma |
| Piru Singh Shekhawat       | Company Havildar Major (Sergente maggiore di compagnia)                         | Rajputana Rifles                        | 18 luglio 1948 Tithwal, Kashmir                           | Guerra indo-pakistana del 1947 | Postuma |
| Gurbachan Singh Salaria    | Capitano                                                                        | 1st Gurkha Rifles (The Malaun Regiment) | 5 dicembre 1961 Elizabethville, Katanga                   | Missione ONUC                  | Postuma |
| Dhan Singh Thapa           | Maggiore                                                                        | 8th Gurkha Rifles                       | 20 ottobre 1962 Ladakh, India                             | Guerra sino-indiana            |         |
| Joginder Singh             | Subedar (Tenente)                                                               | Sikh Regiment                           | 23 ottobre 1962 Tongpen La, India                         | Guerra sino-indiana            | Postuma |
| Shaitan Singh              | Maggiore                                                                        | Kumaon Regiment                         | 18 novembre 1962 Rezang La, India                         | Guerra sino-indiana            | Postuma |
| Abdul Hamid                | Company Quarter Master Havildar (Sergente maggiore quartiermastro di compagnia) | The Grenadiers                          | 10 settembre 1965 Khemkaran                               | Guerra indo-pakistana del 1965 | Postuma |
| Ardeshir Burzorji Tarapore | Tenente colonnello                                                              | 17th Poona Horse                        | 15 ottobre 1965 Phillora, Sialkot                         | Guerra indo-pakistana del 1965 | Postuma |
| Albert Ekka                | Lance Naik (Caporalmaggiore)                                                    | Brigade of the Guards                   | 3 dicembre 1971 Gangasagar, Agartala                      | Guerra indo-pakistana del 1971 | Postuma |
| Nirmal Jit Singh Sekhon    | Tenente pilota                                                                  | No.18 Squadron, Indian Air Force        | 14 dicembre 1971 Srinagar, Kashmir                        | Guerra indo-pakistana del 1971 | Postuma |
| Arun Khetarpal             | Tenente                                                                         | 17th Poona Horse                        | 16 dicembre 1971 Jarpal, Shakargarh                       | Guerra indo-pakistana del 1971 | Postuma |
| Hoshiar Singh              | Maggiore                                                                        | The Grenadiers                          | 17 dicembre 1971 Basantar River, Shakargarh               | Guerra indo-pakistana del 1971 |         |
| Bana Singh                 | Naib Subedar (Sottotenente)                                                     | Jammu and Kashmir Light Infantry        | 23 giugno 1987 Ghiacciaio Siachen, Jammu e Kashmir        | Conflitto del Siachen          |         |
| Ramaswamy Parameshwaran    | Maggiore                                                                        | Mahar Regiment                          | 25 novembre 1987 Sri Lanka                                | Indian Peace Keeping Force     | Postuma |
| Manoj Kumar Pandey         | Capitano                                                                        | 11th Gorkha Rifles                      | 3 luglio 1999 Khaluber/Juber Top, Kargil, Jammu e Kashmir | Conflitto di Kargil            | Postuma |
| Yogendra Singh Yadav       | Soldato                                                                         | The Grenadiers                          | 4 luglio 1999 Tiger Hill, Kargil                          | Conflitto di Kargil            |         |
| Sanjay Kumar               | Soldato                                                                         | Jammu & Kashmir Rifles                  | 5 luglio 1999 Area Flat Top, Kargil                       | Conflitto di Kargil            |         |
| Vikram Batra               | Capitano                                                                        | Jammu & Kashmir Rifles                  | 6 luglio 1999 Point 5140 - Point 4875, Kargil             | Conflitto di Kargil            | Postuma |